# Eryngium desertorum
Eryngium desertorum là một loài thực vật có hoa trong họ Hoa tán. Loài này được Zohary mô tả khoa học đầu tiên năm 1941.